# Tschynggys Aidarbekow

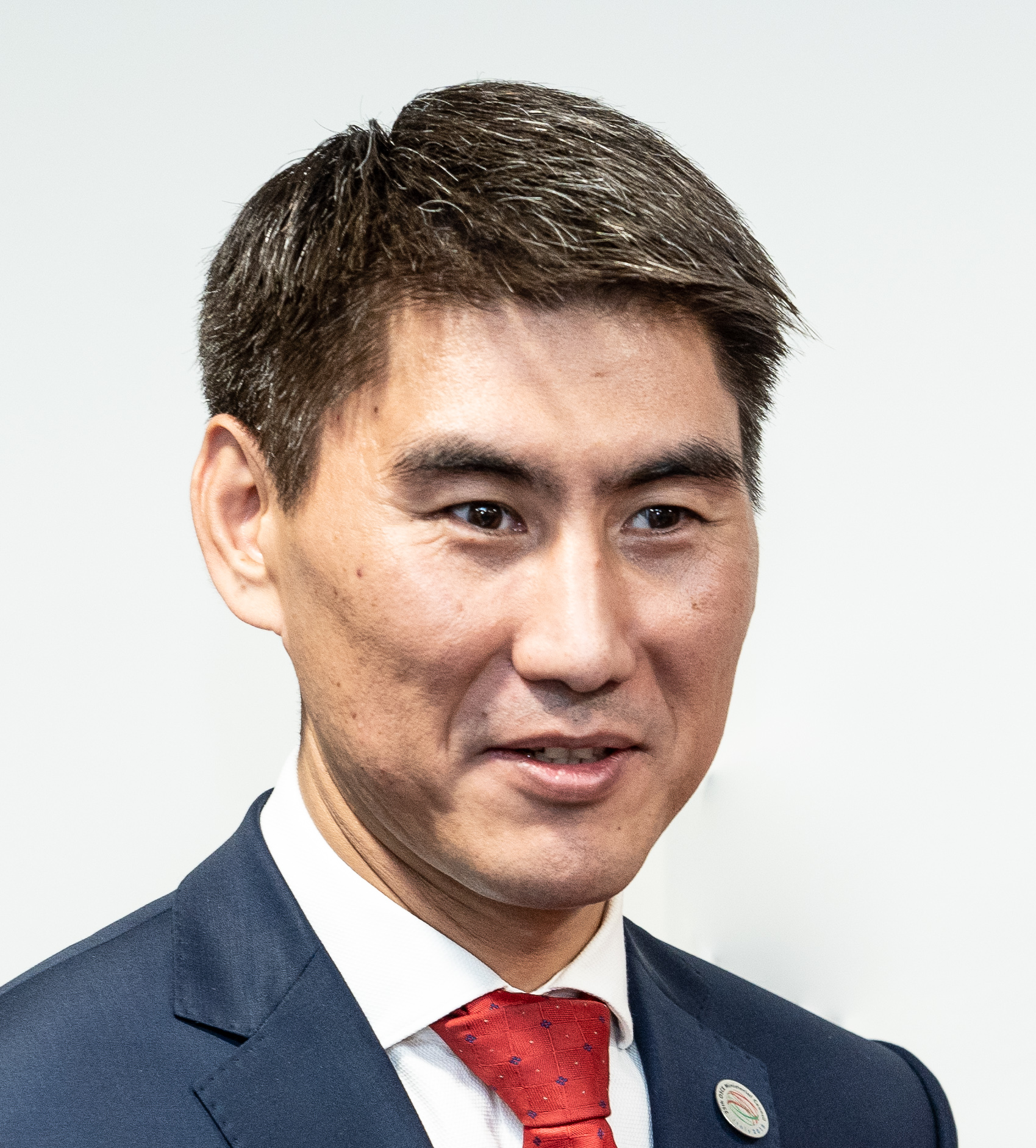
Tschynggys Aidarbekow im Dezember 2018 in Mailand

Tschynggys Aidarbekow (kirgisisch Чыңгыз Айдарбеков; * 27. Oktober 1977 in Bischkek, Kirgisische Sozialistische Sowjetrepublik) ist ein kirgisischer Politiker und ehemaliger Außenminister des zentralasiatischen Staates.

## Karriere
Aidarbekow wurde 1977 in Bischkek geboren. Sein Großvater war der kirgisische Politiker Imanali Aidarbekow. Tschynggys Aidarbekow studierte an der Internationalen Universität Kirgisistans und graduierte 1998 mit einem Bachelor im Bereich Internationale Beziehungen. 1998 begann er seine Karriere im Außenministerium Kirgisistans und war dort bis ins Jahr 2005 tätig. 2005 wurde er Botschafter Kirgisistans im westlichen Nachbarland Usbekistan. In dieser Funktion arbeitete er bis 2008. Für einige Monate war er anschließend Leiter der Abteilung für multilaterale Zusammenarbeit des Außenministeriums, ehe er als Botschafter nach Turkmenistan entsandt wurde.
2010 kehrte er nach Kirgisistan zurück und war in Bischkek als stellvertretender Leiter der Abteilung Außenpolitik der Präsidialverwaltung tätig. Ab 2012 arbeitete er als Leiter der Abteilung für internationale Beziehungen, bis er 2016 als Botschafter der Kirgisischen Republik nach Japan entsandt wurde. Im Oktober 2018 wurde bekannt, dass Muchammedkaly Abylgasijew, der amtierende kirgisische Premierminister, Tschynggys Aidarbekow zum neuen Außenminister Kirgisistans nominiert. Am 18. Oktober stimmte das kirgisische Parlament über die Ernennung Aidarbekows zum Außenminister ab und unterstützte diese einstimmig. Daraufhin nahm Aidarbekow das Amt als Nachfolger von Erlan Abdyldayev, der am 12. Oktober seinen Rücktritt eingereicht hatte, offiziell ein.
Kurz nach seiner Ernennung zum Außenminister unternahm Aidarbekow eine erste Auslandsreise nach Russland. Am 26. Oktober traf er in Moskau zu Arbeitsgesprächen mit seinem russischen Amtskollegen Sergei Lawrow zusammen.
Am 26. September 2019 hielt Aidarbekow eine Rede bei einer Debatte des Sicherheitsrats der Vereinten Nationen, an der auch die Außenminister der Mitgliedsstaaten der Organisation des Vertrags über kollektive Sicherheit und der Shanghaier Organisation für Zusammenarbeit teilnahmen. Dabei betonte er das Engagement Kirgisistans im Bereich der Terrorismusbekämpfung und forderte die Vereinten Nationen auf, eine koordinierende Rolle bei der weltweiten Terrorismusbekämpfung einzunehmen. Zudem war Aidarbekow in die diplomatischen Vorbereitungen und Gespräche rund um den Gipfel der Shanghaier Organisation für Zusammenarbeit in Bischkek im Juni 2019 involviert.
Im Zuge der Proteste nach der Parlamentswahl 2020 und dem Rücktritt der Regierung um Premierminister Kubatbek Boronow verlor Aidarbekow das Amt des Außenministers, auf ihn folgte Ruslan Kasakbajew.